# Elaeocarpus venosus
Elaeocarpus venosus là một loài thực vật có hoa trong họ Côm. Loài này được C.B.Rob. mô tả khoa học đầu tiên năm 1908.